# Ерёмин, Иван Васильевич
Ерёмин, Иван Васильевич (11 сентября 1923, село Новопанское Михайловского района Рязанской области — 5 сентября 1998, Москва) — советский и российский учёный-горняк, один из основоположников горно-промышленной геологии. Доктор геолого-минералогических наук, профессор Московского горного института, заслуженный деятель науки и техники РСФСР.

## Биография
Иван Васильевич Ерёмин родился 8 сентября 1923 года в селе Новопанском Михайловского района Рязанской области в семье крестьянина. В 1940 г. поступает в Московский горный институт (сегодня – Горный институт НИТУ «МИСиС»), но учёбу прервала война. В 1941 г. уходит добровольцем на фронт, зачислен матросом в Волжскую флотилию. С декабря 1942 года на Ленинградском фронте, где воевал в отдельной 262 разведроте 196 Гатчинской Краснознаменной дивизии. Сержант, командир отделения войсковой разведки, многократно ходил за линию фронта. Пять ранений, два из них — в лицо и в правое плечо — тяжелые. После последнего пролежал в госпитале шесть месяцев. С незакрывшимися ранами был выписан и в августе 1944 г. демобилизован из армии со II группой инвалидности.
В 1944 г. И. В. Ерёмин восстанавливается в Горном институте и продолжает учёбу. В 1948 г. в связи с закрытием геологоразведочной специальности в МГИ переведен в Московский геологоразведочный институт, который окончил с отличием в начале 1950 г. После защиты диплома оставлен в аспирантуре, научный руководитель — профессор Аммосов Иннокентий Иванович. В 1951 году работает в качестве главного геолога Зейской экспедиции по оценке угольных месторождений, расположенных в бассейне реки.
В конце 1951 года, по ходатайству Президиума Академии Наук СССР, переведен из Московского геолого-разведочного института в аспирантуру Института горючих ископаемых (ИГИ), где он работал до конца жизни. В 1954 году защитил кандидатскую диссертацию, в которой рассмотрел изменение основных петрографических характеристик углей при окислении их в условиях естественного залегания. В 1963 году состоялась защита докторской диссертации на тему: «Петрография коксующихся углей и методика оценки их ресурсов».
В 1965 и 1966 годах проводил работы по изучению угольных месторождений Индонезии.
В течение 17 лет работал заместителем директора Института горючих ископаемых по научной работе, позже — главным научным сотрудником, руководителем группы петрологии и оценки пригодности углей для технологического использования.
С 1968 года и почти 30 лет был профессором кафедры геологии МГИ, читал лекции по циклу геологических дисциплин студентам Московского горного университета.

## Научная деятельность
И. В. Ерёмин является одним из создателей отечественной горнопромышленной геологии, его основные научные достижения — прогноз коксуемости углей, оценка качества угля по степени метаморфизма, петрографическому составу и степени восстановленности. Фундаментальное значение имеет выдвинутая им концепция формирования угольного пласта в разнообразных литофациальных и геоструктурных условиях природной среды.
Особое место в научных разработках И. В. Ерёмина занимала единая промышленно-генетическая классификация углей. В конце семидесятых годов стала очевидной целесообразность использования петрографических параметров в промышленной классификации углей. Потребовалось выполнить большой объём научно-организационной работы усилиями коллективов петрографов, технологов, углехимиков, энергетиков ряда ведущих институтов России, Украины и Казахстана. В восьмидесятых годах работа над классификацией углей, проводившаяся под руководством И. В. Ерёмина, была успешно завершена. В 1988 году утвержден Государственный стандарт — ГОСТ 25543-88 «Угли бурые, каменные и антрациты. Классификация по генетическим и технологическим параметрам». Новая классификация заменила 17 ранее существовавших бассейновых классификаций углей.
Это был настоящий научный прорыв — ничего подобного не существовало ни в одной стране мира. Научная обоснованность положений классификации получила широкое международное признание и именно советская классификация стала базовой основой при выработке Международной классификации углей.
Теоретические исследования И. В. Ерёмина часто были направлены при решение конкретных задач: разработку современных петрографических методов определения микротрещиноватости и окисленности углей и классификацию зон окисления угля в пластах (ГОСТ 8930-74, ГОСТ 10020-88); разработку на их основе количественных методов определения качества углей и шихт. И. В. Ерёминым разработаны методы прогноза коксуемости углей и коксовых шихт по результатам лабораторного анализа петрографического состава, отражательной способности, обогатимости, микротвердости и микрохрупкости углей. Эти методы широко применяют в странах СНГ и за рубежом. Также И. В. Ерёминым была обоснована возможность расширения сырьевой базы производства электродных и футеровочных материалов из углей взамен дефицитных природных графитов: многолетний опыт работы Челябинского электродного завода подтвердил правильность выполненных теоретических разработок.
И. В. Ерёмин опубликовал сольно и в соавторстве семь монографий, около двух сотен статей в периодической печати, получил авторские свидетельства на пять изобретений. Являлся экспертом ГКЗ и членом трех специализированных ученых советов по присуждению докторских степеней. В течение двадцати лет был членом экспертных советов ВАК.

## Признание
За воинские заслуги Иван Васильевич Ерёмин был награждён двумя орденами Славы 3-й степени, орденом Красной Звезды и многочисленными медалями. Его вклад в науку об угле отмечен присвоением почётного звания Заслуженного деятеля науки и техники Российской Федерации и орденами Трудового Красного Знамени и Дружбы народов.